# 韓德凝
韓德凝（?—?），又名德颙，後遼聖宗赐名耶律隆祐，辽国政治人物，韓匡嗣之子。性格谦逊廉谨。保宁年间，任护军司徒。统和年间，任护卫太保、都宫使、崇义军节度使。在广德任职期满，当地人民要求留任，上级听从。后任西南面招讨使，党项隆益答叛乱，被韓德凝剿灭。任大同军节度使，任上逝世。

## 家属
- 祖父：韩知古
- 父亲：韓匡嗣
- 兄弟：韩德让，後赐名耶律隆运、韩德威、韩德崇、韓德源
- 儿子：耶律遂贇、耶律遂成[1]